# Джиср-эш-Шугур
Джиср-эш-Шугур (араб. جسر الشغور‎) — город в провинции Идлиб (Сирия), примерно в 20 км от сирийско-турецкой границы. Административный центр района Джиср-эш-Шугур. Расположен на высоте 170 м над уровнем моря на берегу реки Оронт. Население на 2010 год составляло более 44 тыс. (в основном мусульмане-сунниты).

## История
Считается, что древний город Каркар располагался примерно в 7 км к югу от современного города, который был основан в эллинистические времена как город Селевкия-ад-Белум. Римляне назвали его Ниаккуба и построили здесь каменный мост через реки Оронт. В эпоху крестовых походов на востоке существовали различные замки, такие как Шастель Ругия, Калъат аш-Шугр, Бакас и др., которые использовались для защиты региона, пока не были захвачены айюбидским султаном Салах ад-Дином в августе 1188 году. Южнее располагался замок Бурзи, который также использовался для защиты региона, однако 20 августа 1188 года был осаждён и через 3 дня захвачен войсками Салах ад-Дина.
От древнего города мало что осталось, за исключением частей тщательно отремонтированного римского моста, который теперь включён в мамлюкскую постройку XV века, которая до сих пор служит одним из двух городских мостов через реку. V-образная конструкция моста была предназначена для того, чтобы он мог выдерживать силу течения реки.  Хотя Джиср-эш-Шугур в основном построен в современном стиле, ряд старых зданий османской эпохи всё ещё сохранился, в том числе караван-сарай, построенный в центре старого города между 1660—1675 годами и позже восстановленный в 1826—1827 годах.
В период Османской империи город часто был уязвим для нападений курдских племён из района Сахюн. Однако на протяжении большей части XVIII века сам город контролировался курдским агой Мухаммадом ибн Рустумом и его сыновьями, сначала как каймакам (заместитель губернатора), а затем как мутевелли (менеджер) религиозного фонда Кёпрюлю Мехмед-паши в Джиср-эш-Шугуре. После окончания Первой мировой войны Джиср-эш-Шугур стал местом устойчивого сопротивления французским оккупационным силам. В декабре 1920 года лидеру местных повстанцев Ибрахиму Ханану вместе с курдскими бандами из Сахюна и при поддержке кемалистских повстанческих сил из Турции удалось захватить город у французов.
В 1980 году в городе вспыхнуло антиправительственное восстание, инспирированное организацией «Братья-мусульмане», которое было жестоко подавлено армией.
В июне 2011 года военная операция в Джиср-эш-Шугуре стала одним из первых кровопролитных эпизодов гражданской войны в Сирии. Этой операции предшествовали массовые беспорядки, в ходе которых, по утверждению государственных СМИ, в городе и его окрестностях от рук восставших погибло 120 сирийских полицейских, после чего войска взяли город штурмом и провели зачистку.
В ходе дальнейших событий гражданской войны Джиср-эш-Шугур, как и основная часть провинции Идлиб, перешла под контроль вооружённых оппозиционных и террористических группировок.
К июлю 2017 года город находился под совместным контролем Тахрир аш-Шам и Исламской партии Туркестана. Сирийские и российские бомбардировки города возобновились в сентябре 2017 года.